# Дерьмофикация
Дерьмофикация (англ. enshittification) — термин, описывающий закономерное снижение качества онлайн-платформ, которые действуют как двусторонние рынки. Платформа, работающая как «прослойка» между потребителями и поставщиками, поначалу предлагает доступные и качественные услуги, привлекая клиентов с обеих сторон. Позже, когда прочные связи с потребителями и поставщиками уже налажены, и ни те, ни другие не могут легко покинуть платформу, она пытается извлечь из обоих видов клиентов максимум прибыли, уже не заботясь о качестве услуг. Дерьмофикация может рассматриваться как форма рентоориентированного поведения. Термин был введён канадским писателем и блогером Кори Доктороу в нескольких эссе, опубликованных в его собственном блоге и позже в различных журналах. Примерами предполагаемой дерьмофикации являются Amazon, Bandcamp, Facebook, Google Search, Quora, Reddit, Twitter и YouTube. Американское диалектологическое общество выбрало enshittification словом года 2023.

## Значение
Термин дерьмофикация ввёл канадский писатель-фантаст и блогер Кори Доктороу в эссе «Социальный исход» (англ. Social Quitting), который первоначально разместил в собственном блоге в ноябре 2022 года; в январе 2023 года, уже после того, как термин был подхвачен другими авторами, оригинальное эссе было размещено в журнале Locus. Кори расширил понятие в другом эссе «Дерьмофикация TikTok», тоже позднее опубликованном уже в журнале Wired. Доктороу описывал «дерьмофикацию» как процесс ухудшения и в итоге гибели платформы:

Вот как умирают платформы: сначала они делают хорошо своим пользователям; затем делают плохо пользователям, чтобы сделать хорошо своим клиентам-компаниям; наконец, они делают плохо клиентам-компаниям, чтобы забрать всю прибыль себе. И тогда они умирают. Я называю это дерьмофикацией, и это, по-видимому, неизбежное следствие сочетания той лёгкости, с которой платформа может поменять структуру распределения прибылей, с природой «двухстороннего рынка», где платформа служит прослойкой между покупателями и продавцами, держа и тех, и других друг у друга в заложниках и забирая себе все большую долю от проходящей через неё прибыли.
Оригинальный текст (англ.)Here is how platforms die: first, they are good to their users; then they abuse their users to make things better for their business customers; finally, they abuse those business customers to claw back all the value for themselves. Then, they die. I call this enshittification, and it is a seemingly inevitable consequence arising from the combination of the ease of changing how a platform allocates value, combined with the nature of a "two sided market", where a platform sits between buyers and sellers, hold each hostage to the other, raking off an ever-larger share of the value that passes between them.

По мнению Доктороу, новые платформы сначала предлагают полезные продукты и услуги себе в убыток, чтобы привлечь новых пользователей. Накопив достаточную базу постоянных пользователей, платформа предлагает доступ к этой базе пользователей другим компаниям — поставщикам продуктов и услуг. С накоплением базы постоянных поставщиков, платформа пытается извлечь доход из обеих этих баз, обращая его в доход собственных акционеров. Когда платформа становится всецело сосредоточенной на извлечении прибыли для собственных акционеров, а пользователи и поставщики не могут легко с неё уйти, у платформы больше нет стимулов поддерживать прежнее качество. Дерьмофицированная платформа, будучи посредником, может функционально действовать как монополия для пользователей и монопсония для поставщиков — они остаются на ухудшающейся платформе, поскольку затраты на уход на какую-то другую альтернативную платформу слишком высоки. По мнению Доктороу, процесс дерьмофикации происходит не целенаправленно, а через «подкручивание», постоянную корректировку параметров системы ради небольшого повышения прибыли.
Доктороу предложил два общих принципа, соблюдение которых позволило бы решить проблему:
- Первый — это соблюдение «сквозного принципа» (англ. End-to-end principle), фундаментальной нормы построения компьютерных сетей, согласно которому роль сети заключается в надёжной доставке данных от желающих послать их отправителей к желающим принять эти данные получателям. Применительно к платформам это означает, что пользователи должны получать именно те услуги и контент, которые они желают, а не то, что предпочитает поставлять им платформа. Например, в социальных сетях пользователи должны видеть контент именно от тех других пользователей, на которых они подписались, а создатели контента не должны пытаться найти лазейки в непрозрачном алгоритме рекомендаций, чтобы их контент платформа вывела на первых местах. Поисковые системы должны давать ссылки, точно совпадающие с поисковым запросом, перед рекламными ссылками, оплаченными спонсорами, а не после этих рекламных ссылок[1].
- Второе — право на выход, когда пользователи платформы могут легко перейти на другую платформу, если она перестанет их устраивать. Для социальных сетей это требует совместимости, противодействия сетевым эффектам, которые «привязывают» пользователей и препятствуют рыночной конкуренции между платформами. Для цифровых медиаплатформ это означает, что пользователи могут переходить на другую платформу, не теряя приобретённый контент как заблокированный техническими средствами защиты авторских прав[1].

## Примеры
Слово получило широкое распространение в 2023 году, когда оно стало широко использоваться в связи с тем что несколько крупных платформ отказались от бесплатных функций в целях дальнейшей монетизации или предприняли другие действия, которые, как считалось, ухудшают функциональность, чтобы помешать конкуренции и увеличить прибыль.

### Amazon
В своей оригинальной статье Доктороу рассказал о практике Amazon. Сначала Amazon начал продавать товары ниже себестоимости, чтобы создать базу пользователей. Затем Amazon ввел подписку Amazon Prime, которая стимулировала пользователей совершать покупки исключительно на Amazon. Сильная база клиентов, у которых сформировалась привычка пользоваться исключительно Amazon, стимулировала больше продавцов продавать свои товары через Amazon, поскольку пользователи Prime искали товары только на Amazon. Наконец, Доктороу указал, что Amazon начала ориентироваться на своих акционеров, увеличивая прибыль и вводя комиссионные сборы. В 2023 году 45 % от продажной цены товаров уходило Amazon в виде различных сборов. Он описал рекламу в Amazon как схему payola, в которой продавцы торгуются друг с другом за предпочтение в поисковом рейтинге, и отметил, что первые пять страниц поиска по запросу «кошачьи кровати» на 50 % состоят из рекламы.
Доктороу также критиковал почти монопольное положение сервиса Amazon Audible, который контролирует более 90 % рынка аудиокниг и применяет обязательное управление цифровыми правами (DRM) ко всем аудиокнигам. Доктороу отметил, что это означает, что пользователь, покинувший платформу, потеряет доступ к своей библиотеке аудиокниг. Доктороу решил самостоятельно распространять аудиоверсию своей книги The Internet Con: How to Seize the Means of Computation, поскольку система Amazon не могла распространять её без DRM.

### Bandcamp
Этот термин был использован задним числом для описания продажи Bandcamp компании Epic Games в 2022 году, а затем, когда Epic Games продала Bandcamp фирме по лицензированию музыки Songtradr в сентябре 2023 года. В октябре 2023 года стало известно, что почти половина сотрудников Bandcamp была уволена, включая многих ключевых членов исполнительной команды, которые, по словам бывших сотрудников, «исчезли». После этого приобретения многие бывшие сотрудники, пользователи и артисты, которые рассматривали Bandcamp как важный сервис для нишевых и независимых артистов, позволяющий выпускать музыку и сохранять прибыль от продажи своих работ, выразили в социальных сетях свою скорбь и гнев. В марте 2023 года Bandcamp также объединился в профсоюз, и Songtradr уволил большую часть сотрудников, участвовавших в работе профсоюза, а также людей, участвовавших в переговорах с профсоюзом. По состоянию на октябрь 2023 года Songtradr до сих пор официально не признал профсоюз. По мнению музыкального журналиста Филипа Шербурна в статье для Pitchfork, нацелившись на увольнение как отдела поддержки клиентов, так и редакционного отдела, Songtradr сигнализировала либо о незнании, либо о безразличии к причинам успеха Bandcamp.

### Facebook
По мнению Доктороу, Facebook предлагал хороший сервис, пока не достиг «критической массы» пользователей, и людям стало трудно уйти, потому что им пришлось убеждать друзей уйти вместе с ними. Затем Facebook начал добавлять в ленту посты от медиакомпаний, пока те тоже не стали зависеть от трафика из Facebook, а затем скорректировал алгоритм, отдав предпочтение платным «ускоренным» постам. Business Insider согласился с мнением о том, что Facebook подвергается дерьмофикации, добавив, что он «постоянно наводняет ленты пользователей спонсируемым (или „рекомендуемым“) контентом и, похоже, хоронит то, что люди хотят видеть, под тем, что Facebook считает релевантным». Доктороу указал на противоречия с метриками Facebook, когда статистика видео на сайте была завышена, что привело к тому, что медиакомпании чрезмерно инвестировали в Facebook и потерпели крах. Он охарактеризовал Facebook как «неизлечимо дерьмофицированный».

### Google Search
В качестве примера Доктороу приводит Google Search, который стал доминирующим благодаря релевантным результатам поиска и минимальному количеству рекламы, а затем деградировал за счёт увеличения рекламы, поисковой оптимизации и откровенного мошенничества, выгодного его рекламным клиентам, после чего Google сговорился о манипулировании рекламным рынком с помощью Jedi Blue, чтобы вернуть себе стоимость. Доктороу также приводит в пример увольнение 12 000 сотрудников Google в январе 2023 года, которое совпало со схемой выкупа акций, «которая позволила бы выплатить все их зарплаты за следующие 27 лет», а также спешную разработку Google поискового чатбота с искусственным интеллектом, «инструмента, который покажет вам не то, что вы просите, а скорее то, что, по его мнению, вы должны увидеть».

### Reddit
В 2023 году Reddit объявил, что начнет взимать плату за доступ к API. Этот шаг фактически закрыл бы многие сторонние приложения, сделав их эксплуатацию нерентабельной. Генеральный директор Стив Хаффман заявил, что это было сделано в ответ на действия фирм, занимающихся искусственным интеллектом, которые выманивают данные, хотя The Verge приводит альтернативное объяснение, согласно которому этот шаг был направлен на увеличение доходов в преддверии первичного публичного размещения акций платформы. Модераторы на сайте провели акцию протеста против новой политики компании, хотя изменения в конечном итоге были приняты. Многие сторонние приложения Reddit, такие как приложение Apollo, были закрыты из-за новых сборов.

### Twitter / X
Этот термин был применён к изменениям, произошедшим в Twitter после его приобретения в 2022 году Илоном Маском. Они включали в себя закрытие API сервиса для предотвращения использования несовместимого программного обеспечения, приостановку работы пользователей за размещение в своих профилях дескрипторов Mastodon (конкурирующий сервис), а также введение ограничений на возможность просмотра сайта без входа в систему. Среди других изменений — временные ограничения на количество просматриваемых твитов в день, введение платной подписки на сервис в виде Twitter Blue и сокращение модерации. Увеличение количества ненавистнических высказываний на платформе, особенно антисемитизма и исламофобии во время войны между Израилем и Хамасом в 2023 году, привело к тому, что некоторые организации отказались от размещения рекламы на платформе. Согласно внутренним документам, попавшим в распоряжение The New York Times в конце 2023 года, потери от ухода рекламодателей могут составить 75 миллионов долларов к концу года. 29 ноября Маск дал интервью, в котором сказал рекламодателям, покидающим сайт, «идти на хрен».

### Unity
Изменения в модели лицензирования игрового движка Unity в 2023 году Gameindustry.biz назвал примером эншифтинга, поскольку предлагаемые изменения должны были ретроактивно применяться к проектам, которые уже годами находились в разработке, снижая качество как для разработчиков, так и для конечных пользователей, и одновременно повышая плату. Хотя сам движок Unity Engine не является двусторонним рынком, этот шаг был связан с позицией Unity как поставщика мобильных free-to-play сервисов для разработчиков, включая системы внутреигровых покупок. В ответ на эти изменения многие разработчики игр объявили о своём намерении отказаться от Unity в пользу альтернативного движка, несмотря на значительные затраты на переключение, а дизайнер игр Сэм Барлоу специально использовал слово «дерьмофикация», когда описывал новую политику сборов как мотив.